# Room Temperature
 (mars 2024).
Albums de Peter Hammill
Out of Water
(1989) The Fall of the House of Usher
(1990)
Room Temperature est un album Live de Peter Hammill, sorti en 1990.

## Liste des titres
1. The Wave
2. Just Good Friends
3. Vision
4. Time to Burn
5. Four Pails
6. The Comet, the Course, the Tail
7. Ophelia
8. Happy Hour
9. If I Could
10. Something about Ysabel's Dance
11. Patient
12. Cat's Eye/Yellow Fever (running)
13. Skin
14. Hemlock
15. Our Oyster
16. The Unconscious Life
17. After the Show
18. A Way Out
19. The Future Now
20. Traintime
21. Modern